# Timothy Cathalina
Timothy Cathalina (ur. 24 stycznia 1985 w Willemstad) – piłkarz z Curaçao grający na pozycji prawego obrońcy w holenderskim klubie SV Meerkerk, jednokrotny reprezentant swojego kraju.

## Kariera klubowa
Timothy Cathalina jest wychowankiem FC Twente, jednak nigdy nie został włączony do zespołu seniorskiego.
W 2005 podpisał kontrakt z holenderskim drugoligowcem – AGOVV Apeldoorn. Przez trzy sezony występował tam jako zawodnik podstawowego składu, dzięki czemu zanotował 87 występów, w których strzelił 3 bramki i czterokrotnie asystował. Na sezon 2009/2010 zmienił jednak klub na FC Emmen – również występujący w Eerste divisie.
Po roku w nowym klubie i zaliczeniu 11 spotkań, przeniósł się do trzecioligowego klubu z Anglii – Tranmere Rovers F.C., gdzie nie wywalczył sobie ostatecznie miejsca w podstawowej jedenastce. W ciągu jednego sezonu udało mu się rozegrać 7 spotkań w lidze i jedno w Pucharze Anglii. Nie przedłużono z nim kontraktu, co zmusiło go do szukania nowego zespołu. Po trzech miesiącach spędzonych na bezrobociu, został zakontraktowany przez SV Spakenburg – trzecioligową drużynę z Holandii, gdzie również nie pozostał na dłużej, po zakończonym sezonie 2011/2012 ponownie stał się wolnym agentem. Następnie występował w de Valleivogels i Apeldoornse B. 1 stycznia 2016 podpisał kontrakt z holenderskim klubem SV Meerkerk.

## Kariera reprezentacyjna
Timothy Cathalina wystąpił w jednym meczu reprezentacji Curaçao – przegranym 4:2 spotkaniu eliminacji do Mistrzostw Świata 2014 z kadrą Haiti.